# 삼천발이
삼천발이는 지완사미목 삼천발이과 삼천발이속에 딸린 거미불가사리의 일종이다. 북반구의 북극권 주변 환경에서 발견된다.